# (5734) Noguchi
(5734) Noguchi es un asteroide perteneciente al cinturón de asteroides descubierto el 15 de enero de 1989 por Kin Endate y el también astrónomo Kazuro Watanabe desde el Observatorio de Kitami, Hokkaidō, Japón.

## Designación y nombre
Designado provisionalmente como 1989 AL1. Fue nombrado Noguchi en homenaje a Souichi Noguchi, astronauta de la Agencia Nacional de Desarrollo Espacial de Japón, elegido entre 572 solicitantes para el puesto en 1996. Obtuvo una maestría en aeronáutica en la Universidad de Tokio y se ha estado entrenando como especialista en misiones para la NASA.

## Características orbitales
Noguchi está situado a una distancia media del Sol de 2,347 ua, pudiendo alejarse hasta 2,514 ua y acercarse hasta 2,180 ua. Su excentricidad es 0,071 y la inclinación orbital 7,445 grados. Emplea 1313,75 días en completar una órbita alrededor del Sol.

## Características físicas
La magnitud absoluta de Noguchi es 13,9. Tiene 3,72 km de diámetro y su albedo se estima en 0,385. 